# Kabinett Höcker I
Das Kabinett Höcker I bezeichnet das Präsidium der Landesverwaltung Mecklenburg-Vorpommerns, welche am 4. Juli 1945 gemeinsam mit der Landesverwaltung Sachsens und der Provinzialverwaltung Brandenburgs in Berlin-Karlshorst ernannt wurde.
Das Präsidium nahm seine Amtsgeschäfte am 6. bzw. 7. Juli 1945 in Schwerin auf. Zum Präsidenten wurde der bis dahin stellvertretende Oberbürgermeister von Güstrow, Wilhelm Höcker, ernannt. Seine Ernennung fußte auf einem Personalvorschlag, der sich aus Gesprächen des Leiters der Initiativgruppe Sobottka, Gustav Sobottka, mit führenden mecklenburgischen Antifaschisten in Rostock und Güstrow ergeben hatte. Mit Gottfried Grünberg wurde ein Mitglied der Initiativgruppe Regierungsmitglied. Die Landesverwaltung führte bis zu den Landtagswahlen im Oktober 1946 die Amtsgeschäfte.
| Amt              | Name               | Partei | Partei        |
| ---------------- | ------------------ | ------ | ------------- |
| Präsident        | Wilhelm Höcker     |        | SPD           |
| 1. Vizepräsident | Johannes Warnke    |        | KPD           |
| 2. Vizepräsident | Otto Möller        |        | parteilos/CDU |
| 3. Vizepräsident | Gottfried Grünberg |        | KPD           |

## Ressortaufteilung
In der Landesverwaltung existierten keine Ministerien im klassischen Sinne, sondern Abteilungen. Dabei unterstanden jeweils mehrere Abteilungen dem Präsidenten oder Vizepräsidenten.
| Nr.  | Abteilung                                                                 | Abteilungsleiter | zuständiges Präsidiumsmitglied                        |
| ---- | ------------------------------------------------------------------------- | --- | ----------------------------------------------------- |
| I    | Präsidialabteilung                                                        | Hanns Jess (parteilos) (bis Dezember 1945) Reinhold Lobedanz (CDU)                                                  | Höcker (SPD/SED)                                      |
| II   | Allgemeine und Innere Verwaltung                                          | Franz Ballerstaedt (SPD/SED)                                                                                        | Warnke (KPD/SED)                                      |
| III  | Wohlfahrt                                                                 | Otto Prieff (SPD) (bis Dezember 1945) Carl Moltmann (SPD/SED)                                                       | Warnke (KPD/SED)                                      |
| IV   | Finanzen                                                                  | Heinrich Heydemann (parteilos) (bis Dezember 1945) Georg Winckler (SPD/SED)                                         | Höcker (SPD/SED)                                      |
| V    | Landwirtschaft/Forsten                                                    | Fritz Kahmann (KPD/SED)                                                                                             | Möller (parteilos/CDU)                                |
| VI   | Wirtschaft                                                                | Jonny Löhr (KPD/SED)                                                                                                | Möller (parteilos/CDU)                                |
| VII  | Kultur und Volksbildung                                                   | Richard Moeller (CDU) (bis Dezember 1945) Hans Manthey (KPD/SED)                                                    | Grünberg (KPD/SED)                                    |
| VIII | Justiz                                                                    | Erich Schlesinger (parteilos) (bis Dezember 1945) Wilhelm Heinrich (CDU)                                            | Grünberg (KPD/SED)                                    |
| IX   | Handel und Versorgung (ab Oktober 1945)                                   | Dietrich von Roeder (parteilos) (bis April/Mai 1946) Ludwig Siebert (SPD/SED)                                       | Möller (CDU)                                          |
| X    | Brennstoffindustrie (ab Dezember 1945)                                    | Jonny Löhr (KPD/SED)                                                                                                | Höcker (SPD/SED)                                      |
| XI   | Industrie (ab Dezember 1945)                                              | Jonny Löhr (KPD/SED)                                                                                                | Höcker (SPD/SED)                                      |
| XII  | Verkehr (ab Dezember 1945)                                                | Franz Ballerstaedt (SPD/SED) (bis max. April 1946) Werner Strüwing (SPD/SED) Jonny Löhr (KPD/SPD) (ab Oktober 1946) | Warnke (KPD/SED) (bis Oktober 1946) Höcker (SED)      |
| XIII | Statistik (ab Dezember 1945)                                              | Reinhold Lobedanz (CDU) Hans-Joachim Roskam (SPD/SED) (ab Oktober 1946)                                             | Höcker (SPD/SED)                                      |
| XIV  | Umsiedleramt (ab September 1945)                                          | Karl Brincker (KPD/SED)                                                                                             | Warnke (KPD/SED)                                      |
| XV   | Gesundheitswesen (ab Dezember 1945)                                       | Ernst Walther (SPD/SED) Hermann Redetzky (SPD/SED) (ab Oktober 1946)                                                | Warnke (KPD/SED) Grünberg (KPD/SED) (ab Oktober 1946) |
| XVI  | Propagandaabteilung (ab Dezember 1945, ab Juli 1946 Abt. für Information) | Karl Kleinschmidt (SPD/SED) Hans Kollwitz (KPD/SED) (ab Oktober 1946)                                               | Höcker (SPD/SED)                                      |
| XVII | Landesbauverwaltung (ab Juli 1946)                                        | Kurt Fischer (parteilos)                                                                                            | Höcker (SPD/SED)                                      |